# Gemeinsame Fischereipolitik
Die Gemeinsame Fischereipolitik (GFP) ist ein Politikfeld der Europäischen Union. Aufgabe der Politik ist es, die Fischwirtschaft durch verschiedene Maßnahmen zu fördern, vor allem aber setzt sie Fangquoten in Bezug auf die verschiedenen Mitgliedstaaten und bestimmte Fischarten.
Ökonomische Grundlage der Gemeinsamen Fischereipolitik ist die Tragik der Allmende: Fischbestände sind ein Allmendegut. Individuell rational handelnde Akteure (Fischer) versuchen, so effektiv wie möglich soviel Fisch wie möglich zu fangen. Praktisch führt dies bei technischer Entwicklung zu einem starken Rückgang der Fischbestände und zu Überkapazitäten in der Fischfangflotte, da der Aufwand, ausreichend Fisch zu fangen, bei rückgängigen Beständen immer weiter wächst und betrieben wird. Politische Grundlage war die in den 1970ern einsetzende Ausweitung nationaler Ausschließliche Wirtschaftszonen auf die 200-Meilen-Zone, die zu starken Spannungen innerhalb der Europäischen Gemeinschaft führte, da viele europäische Fischer so von ihren traditionellen Fischfanggebieten ausgeschlossen wurden.

Ausschließliche Wirtschaftszone der EU und abhängiger Gebiete

2004 lag das Budget der Gemeinsamen Fischereipolitik bei 931 Millionen Euro und damit bei etwa 0,75 % des EU-Gesamtbudgets. Die Gemeinsame Fischereipolitik soll einen Ausgleich schaffen zwischen den Fischern der verschiedenen Mitgliedstaaten und eine Überfischung der Meere verhindern. Während die Fangquoten der Marktregulierung und dem Umweltschutz dienen, sollen die Zahlungen die geringere Wettbewerbsfähigkeit der Empfängerländer auf dem gemeinsamen Markt ausgleichen. Mittlerweile sollen die Zahlungen auch umweltgerechtere Techniken subventionieren. In regelmäßigen Abständen werden sie sowohl von Wissenschaftlern, die Überfischung befürchten, als auch von den Fischern selber kritisiert.
Der Vertrag von Amsterdam behandelt die Gemeinsame Fischereipolitik genau gleich wie die Gemeinsame Agrarpolitik. Die vorgeschlagene Europäische Verfassung sieht die Gemeinsame Fischereipolitik als einen der wenigen Politikbereiche vor, in denen der EU „exklusive Kompetenzen“ zugebilligt werden. Formal stände sie damit außerhalb der Jurisdiktion einzelner Mitgliedstaaten, auch wenn die Entscheidung weiterhin vor allem im Rat der Europäischen Union getroffen würden.

## Ökologische, soziale und wirtschaftliche Bedeutung
Die Fischerei macht zwar weniger als 1 % des Bruttonationaleinkommens der EU aus, in ihr arbeiten aber 260 000 Fischer (ca. 0,12 % der Erwerbstätigen), die auf etwa 97 000 Schiffen arbeiten. Sie landeten 1995 etwa 8 Millionen Tonnen Fisch an. Im selben Jahr exportierten die Staaten der EU 1,6 Millionen Tonnen Fisch, während sie gleichzeitig 4,3 Millionen Tonnen importierten.

### Fischfang

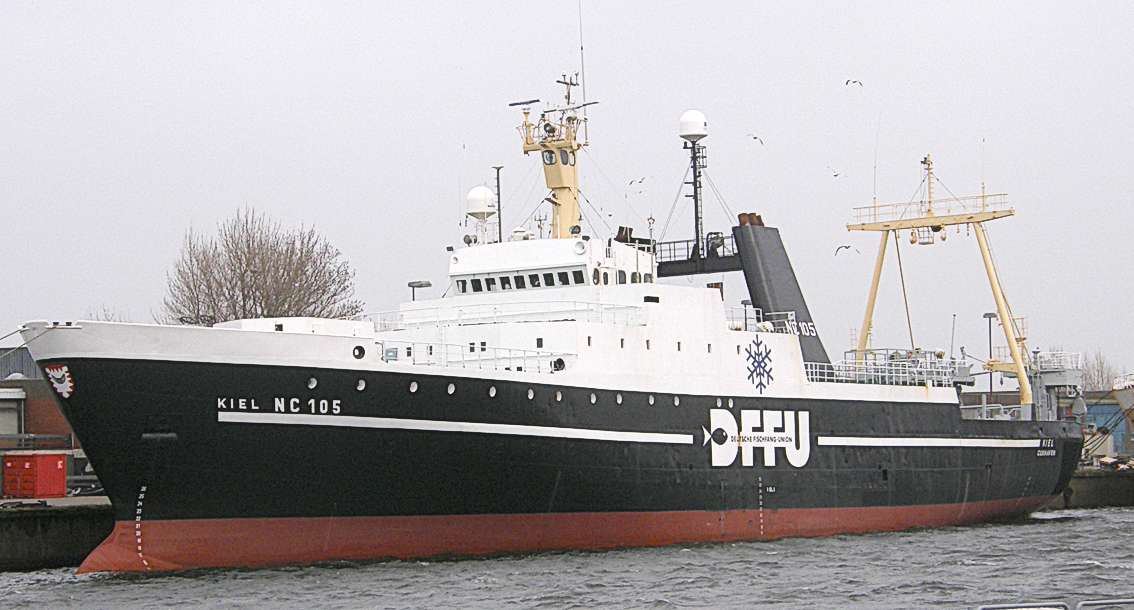
Das Fangschiff Kiel der Deutschen Fischfang Union

In keiner Region der EU arbeiteten mehr als 10 % der Beschäftigten im Fischfang, oft sind die Hochburgen der Fischerei aber in strukturschwachen Gegenden mit wenig Möglichkeiten, Arbeit zu finden. Aus diesem Grund hat die EU Mittel freigegeben, um die regionale Entwicklung zu fördern.
Der Fischereisektor schrumpft dabei im Gegensatz zu Aquakulturen seit einigen Jahrzehnten. Im Zeitraum 1990 bis 1997 beispielsweise ging innerhalb der EU die Beschäftigung im Fischfang um 19 % und in der Verarbeitung um 10 % zurück. Das entsprach einem Verlust von etwa 60 000 Arbeitsplätzen. Der Prozess ist unterschiedlich verteilt; während beispielsweise in Dänemark der Schrumpfungsprozess noch schneller verlief und in Spanien auch deutlich war, stiegen die Zahlen in Griechenland an.
Die GFP muss dabei auf wandelnde Marktbedingungen reagieren. Supermärkte sind heutzutage die Hauptabnehmer für Fische und verlangen gleichmäßige und einheitliche Lieferungen. Der Verkauf von Frischfisch fiel in den letzten Jahren, die Nachfrage nach verarbeitetem Fisch und Fertiggerichten ist in den letzten Jahren stetig gestiegen. 60 % des in der EU konsumierten Fischs stammen von außerhalb der Union, oft aus China. Die Wettbewerbsfähigkeit der EU-Fischereiindustrie leidet unter Überkapazitäten an Fischfangausrüstung und Rückgängen der Fischbestände.
Fischfang hat direkten Einfluss auf Fischbestände und Meeresfrüchte; daneben wirkt sich dieser auch auf andere Meerestiere wie Vögel, im Meer lebende Säugetiere oder Schildkröten aus. Am Meeresboden lebende Pflanzen und Tiere können durch bodenberührende Schleppnetze geschädigt werden, Seevögel und Meeressäugetiere sind durch den ungewollten Beifang gefährdet. Aquakulturen in offenen Systemen verursachen eine erhöhte Nährstoffzufuhr und bergen die Gefahr, dass von den kultivierten Organismen Krankheiten auf wild lebende Fischbestände übergehen.
Die Fischbestände selbst sind aber auch durch andere menschliche Aktivitäten gefährdet: Abwässer, die vom Land in das Meer eingeleitet werden, Nährstoffeintrag durch die Landwirtschaft, Ölverluste von Schiffen, Tourismus, industrielle Aktivitäten und Ölförderung. In bestimmten Regionen sind auch Robben oder Vögel bedeutende Räuber.

### Aquakultur

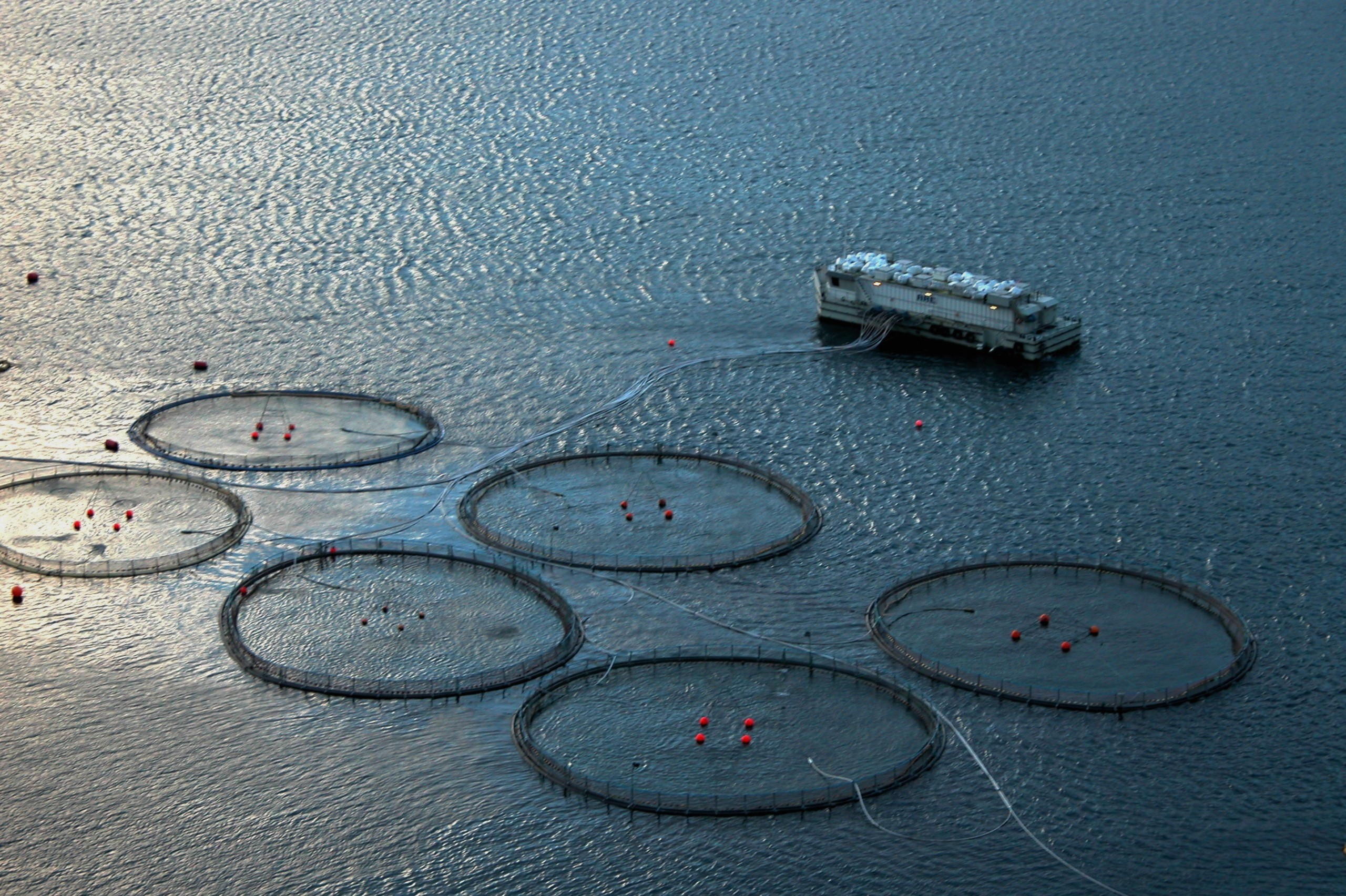
Beispiel einer Aquakultur zur Aufzucht von Lachs vor Vestmanna/Färöer

Fischfarmen stellen dem am schnellsten wachsenden Sektor der Weltnahrungsmittelproduktion dar. 1997 produzierten Fischfarmen ein Drittel der Weltproduktion an Fisch und Meeresfrüchten. Sie produzierten in dem Jahr 36 Millionen Tonnen im Wert von 44 Milliarden Euro. Staaten in der Europäischen Gemeinschaft spielten dabei auf dem Weltmarkt nur eine geringe Rolle, die Hauptproduktionsländer waren China, Thailand, Indonesien und Länder Südamerikas wie Ecuador. Auf die (alte) EU entfielen in dem Jahr nur 3 % des Volumens, beziehungsweise 4,3 % des erwirtschafteten Werts. Einzig bei einigen Arten wie Steinbutt, Europäischer Aal, Miesmuscheln oder Forellen sind die Europäer Weltmarktführer. Hauptsächlich züchten Fischfarmen Forellen, Lachse, Muscheln und Austern, seit einigen Jahren auch verstärkt Sägebarsche, Meerbrasse und Steinbutt.
In Aquakulturen innerhalb der EU arbeiteten 1995 insgesamt 85 000 Menschen, die eine Million Tonnen Fisch und Meeresfrüchte produzierten. Die wichtigsten Produktionsländer in der EU sind Frankreich (1997: 211 205 Tonnen Fisch, 387 Millionen Euro Umsatz, vor allem Austern und Forellen), Italien (211 919 Tonnen, 357 Millionen Euro Umsatz, vor allem Forellen und Muscheln), Spanien (233 693 Tonnen, 211 Millionen Euro Umsatz, vor allem Miesmuscheln und Forellen) und das Vereinigte Königreich (128 525 Tonnen, 384 Millionen Euro Umsatz, vor allem in Schottland gezüchteter Lachs). Deutschland erwirtschaftete in der Zeit mit 59 069 Tonnen 99 Millionen Euro Umsatz (vor allem Forellen und Karpfen), Österreich mit 4 274 Tonnen 12 Millionen Euro Umsatz (fast ausschließlich Forellen). Die meisten Arbeitnehmer waren mit 24 000 in Spanien beschäftigt, vor 15 000 in Frankreich, 10 000 in Italien und knapp 8 000 in Deutschland. In Österreich arbeiteten in der Zeit knapp 800 Menschen in Aquakulturen. Innerhalb der EU sind Methoden und Organisationsformen der Farmen divers: einzig verbindender Faktor über den ganzen Kontinent hinweg ist, dass die Produktionszahlen in den letzten Jahrzehnten rapide gestiegen sind, beispielsweise vervierfachte sich die Lachsproduktion zwischen 1988 und 1997, die Forellenproduktion, stieg um fast 60 %. Gleichzeitig sanken die Preise leicht.
Seit 1971 förderte die Europäische Gemeinschaft Fischfarmen im Binnenland, die Förderprogramme wurden aber in den folgenden Jahren sukzessive ausgeweitet. Unterstützungsprogramm der EU für Fischfarmen laufen im Prinzip ähnlich wie andere Unterstützungsprogramme für die Industrie ab, richten aber besonderes Augenmerk auf technische und ökologische Probleme, die entstehen, wenn große Fischkonzentrationen an einem Ort auftreten. Die Industrie leidet darunter, dass die Nachfrage sehr variabel ist. Bei Aquakulturen in Küstennähe kommt es zudem oft zu Konflikten mit dem Tourismus. Sowohl die gesundheitlichen Probleme als auch Umweltprobleme sind erheblich. In den eng besiedelten Kulturen können sich Krankheiten schneller verbreiten, sind die Kulturen mit offenen Gewässern verbunden oder liegen wie Marinekulturen direkt im Meer, besteht die Gefahr, dass die Krankheiten auch auf die Wildbestände überspringen. Die großzügige präventive Behandlung mit Medikamenten birgt die Gefahr, dass sich schnell Resistenzen bei den Krankheitserregern entwickeln.

## Rechtsgrundlagen
In Artikel 38 des Vertrags über die Arbeitsweise der Europäischen Union ist festgelegt, dass die Europäische Union eine gemeinsame Agrar- und Fischereipolitik festlegt und durchführt. Die Gemeinsame Fischereipolitik wird mit Verordnung (EU) Nr. 1380/2013 geregelt. Ihr Ziel ist es
- die Fischbestände auf ein nachhaltiges Niveau zu bringen,
- schädliche Praktiken zu beenden und
- neue Möglichkeiten für Wachstum und Beschäftigung in den Küstenregionen zu schaffen.[5]

Auf Grundlage des Artikel 43 des Vertrags über die Arbeitsweise der Europäischen Union wurde mit der Verordnung (EU) 2019/473 die Europäische Fischereiaufsichtsagentur ins Leben gerufen.

## Mechanismen
Die Gemeinsame Fischereipolitik setzt sich derzeit aus vier Komponenten zusammen:
- Regulierung der Produktion, Qualität, Beurteilung, Verpackung und Beschriftung von Fisch und Meeresfrüchten
- Unterstützung von Produktionsgemeinschaften, um Fischer vor plötzlichen Marktveränderungen zu schützen
- Die Setzung von Mindestpreisen für Fisch und Meeresfrüchte und der Kauf unverkaufter Fisch
- Regelsetzung für den Handel mit Nicht-EU-Staaten

Zur Durchsetzung der Gemeinsamen Fischereipolitik gehört das Quotenmanagement und die Durchführung technischer Maßnahmen, um die Fischbestände zu erhalten. Inspektoren können die Ausrüstung der Fischer prüfen und die gefangenen Fischmengen kontrollieren, um sie mit den zugestandenen Quoten zu vergleichen. Die Kontrollen können im Hafen, auf See oder mit Hilfe der Luftfotografie erfolgen. Ebenso können Inspektoren fischverarbeitende Fabriken kontrollieren, um sicherzustellen, dass der gesamte Fisch dokumentiert wird und an seine Quelle zurückverfolgt werden kann. Die Durchsetzung der Gemeinsamen Fischereipolitik bleibt in der Zuständigkeit der Mitgliedstaaten. Sowohl Durchführung und Methoden der Kontrollen als auch die Sanktionen bei eventuellem Fehlverhalten unterscheiden sich so stark von Land zu Land. Die Gemeinsame Fischereipolitik versucht aber, die Strafen, die innerhalb verschiedener Länder für einen Regelbruch auferlegt werden, zu harmonisieren. Auf Gemeinschaftslevel existiert ein Inspektionsservice, der sicherstellen soll, dass die Staaten die Regularien in ihrem eigenen Land durchsetzen.

### Fangquoten
Fischbestände leiden im Zeitalter einer zunehmenden Industrialisierung des Fischfangs an Überfischung, wenn die Fänge nicht kontrolliert werden. Auch nach Einführung der Gemeinsamen Fischereipolitik und der Fangquoten sind die Bestände aber weiterhin gefährdet. Insbesondere Grundfische sind in Europa stark überfischt. Die durchschnittlichen Zahlen für geschlechtsreife Grundfische lagen Anfang der siebziger Jahre rund 90 % höher als Ende der neunziger Jahre. Bei den Anlandungen ist der Rückgang ähnlich. Bei einigen Beständen wie Kabeljau hat es sogar noch drastischere Rückgänge geschlechtsreifer Fische gegeben. Ähnlich schlecht sieht die Lage beim Seehecht aus. In der Ostsee dürfte die aktuelle Situation auf Dauer nicht tragbar sein. In der Nordsee war es nicht möglich, den Rückgang der Rundfischbestände aufzuhalten oder im Fall von Seezunge und Scholle eine Sicherheitsmarge im Sinne des Vorsorgeprinzips zu garantieren, was die wirtschaftliche Lage dieser Fischereien verbessert hätte. In den westlichen Gewässern nimmt die fischereiliche Sterblichkeit zu und erreicht oder überschreitet häufig sogar die Höchstwerte, die bisher in der Nordsee beobachtet wurden. Für das Mittelmeer sind die wissenschaftlichen Daten weniger vollständig, aber es besteht weitgehend Übereinstimmung, dass viele wichtige Bestände überfischt werden. Bei vielen Arten besteht selbst noch Unsicherheit über die vorhandenen Bestände, so dass die Auswirkungen des Fischfangs auf sie kaum zu schätzen sind. Die wissenschaftlichen Methoden, festzustellen, bei welcher Fangmenge Bestände tatsächlich gefährdet sind, oder sich erholen können, sind zudem noch nicht ausgereift. 
Die Gemeinsame Fischereipolitik setzt Quoten (Total Allowable Catches – TACs) für die verschiedenen Fischarten: jedes Land erhält eine bestimmte Quote, die sich aus der erlaubten Gesamtmenge und ihrem traditionellen Anteil am Gesamtfang zusammensetzt. Dabei gibt es Sonderregelungen, dass bestimmte Fische erst eine bestimmte Größe (und damit ein bestimmtes Alter) erreicht haben müssen, sowie Sonderregelungen mit beschränktem Fischfang. Die Zeit, in der die Fangmenge festgelegt wird, ist eine Zeit sehr intensiven Lobbyings. Dabei lagen die festgelegten Mengen wiederholt über der ursprünglichen Empfehlung. Jeder Mitgliedstaat verwaltet und überwacht seine eigenen Quoten; innerhalb der EU existieren sehr verschiedenen Systeme, die Gesamtquote auf die einzelnen Fischereibetriebe zu verteilen. Jedem Schiff wird eine individuelle Quote für die regulierten Fischarten zugeteilt. Fänge und Anlandungen müssen aufgezeichnet werden, die an Bord benutzte Ausrüstung ist reguliert. Bestimmte Meeresgebiete können ganz vom Befang ausgenommen werden, um den Beständen eine Erholungszeit zu geben.
Die Gesamtmengen werden jährlich im Dezember vom Ministerrat festgelegt. Mehrjährige Festlegungen sind zwar in den entsprechenden Richtlinien explizit vorgesehen, werden aber kaum angewendet. Sie orientieren sich dabei an Vorschlägen der Europäischen Kommission und beraten sich mit ihren eigenen wissenschaftlichen Beratern. (Wissenschaftliches, Technisches und Ökonomisches Komitee für den Fischfang.) Ebenfalls fließen die Sicht der EU-Fischereistaaten und die des International Council for the Exploration of the Sea (ICES). Die Gesamtquoten der EU müssen auch erst mit Drittstaaten im Rahmen der North East Atlantic Fisheries Commission (NEAFC), der General Fisheries Commission for the Mediterranean (GFCM), der International Commission for the Conservation of Atlantic Tuna (ICCAT) und der North Atlantic Salmon Conservation Organization (NASCO) vereinbart werden, wo die EU Alleinvertretung der Mitgliedstaaten ausübt. Ein anderes Regime gilt in der Ostsee einschließlich Belte und Sund, wo die Gesamtquoten bilateral zwischen der EU und Russland vereinbart werden.

### Mindestgröße und Beifang
Für angelandeten Fisch gibt es eine Mindestgröße, um Jungtiere zu schützen. In der Praxis führte dies dazu, dass kleinere Fische einfach tot ins Meer zurückgekippt wurden, da sie nicht legal an Land gebracht werden konnten. Um dieses Problem zu umgehen, führte die EU Mindestmaschengrößen für Netze ein, um kleineren Fischen ein Entkommen zu ermöglichen. Dies ist aber weiterhin problematisch, da die ausgewachsenen Tiere verschiedener Fischarten unterschiedlich groß sind und so bei der Jagd auf kleinere Fische ebenso zahlreicher unerwünschter Beifang entstehen kann und es die Fischer zwingt, für jede zu fangende Fischart ein eigenes Netz zu benutzen. Besonders wenn die Fischer aber mehrere Netze mit auf See nehmen, ist es fast unmöglich, zu kontrollieren, mit welchem Netz welche Fische gefangen werden. Zusätzlich nimmt gerade bei rückgängigen Fischbeständen der Anreiz stark zu, auch kleinere Fische zu fangen. Da die Regelungen auch noch für jedes Fanggebiet unterschiedlich sind und die Entscheidungsprozesse, die zu den Regeln führten, von den Fischern kaum nachvollziehbar sind, ist die innere Akzeptanz und die Legitimation, die die Vorschriften besitzen, nicht besonders ausgeprägt. Das angestrebte Verbot des Rückwurf von Beifang (geschätzt 23 Prozent der Gesamtfangmenge) soll dazu führen, dass Fischer alle kommerziell genutzten Arten, die sie fangen, auch anlanden. Zu kleine Fische werden dann zu Fischfutter (für Aquakulturen) weiterverarbeitet.

### Produzentenorganisationen
Innerhalb der EU existieren mehr als 160 Produzentenorganisationen. Diese sind freiwillige Zusammenschlüsse von Fischern oder Fischfarmern, um ihre Produkte zu vermarkten. Produktionsgemeinschaften müssen einen Mindestanteil von Fischern in dem Sektor umfassen, nicht aufgrund von Nationalität oder Herkunft innerhalb der EU diskriminieren und anderen EU-Regularien entsprechen. Sie müssen sich damit beschäftigen, wie die Menge an gefangenem Fisch mit der Nachfrage in Einklang zu bringen ist. Sie können Nicht-Mitglieder, die in derselben Gegend fischen, zwingen, sich denselben Zwängen zu unterwerfen wie die Mitglieder.
Produktionsorganisationen haben das Recht, Produkte aus dem Markt zu nehmen, falls die Preise unter ein vom Ministerrat gesetztes Minimum fallen, und dafür von der Gemeinschaft entschädigt zu werden: die Preise sind dabei so gestaffelt, dass die Preise umso weiter sinken, je größere Fischmengen betroffen sind. Die aus dem Markt genommenen Fische können gelagert werden und später wieder auf den Markt gebracht oder zu Tierfutter verarbeitet werden. Thunfischfischer kennen diese Mechanismen nicht, aber sie werden direkt entschädigt, falls ihr Einkommen fällt.

### Strukturpolitik und Fischindustrie an Land
1977 führte die EG ein Programm ein, um die wirtschaftliche Lage der inländischen Fischindustrie zu verbessern. Dazu gehören das Filetieren von Fisch, Salzen, Trocknen, Räuchern, Kochen, Einfrieren und Eindosen: sie sollte die Fischerei indirekt unterstützen. Die Gemeinsame Fischereipolitik sollte in diesem Bereich neue Technologien einführen, Hygienebedingungen verbessern und ebenso die Konversion von Fischfabriken in anderen Industriebereiche befördern. Über das Finanzinstrument für die Ausrichtung der Fischerei (FIAF) sowie verschiedene nationale Programme erhält die Fischindustrie jährlich etwas über eine Milliarde Euro, die zur Umstrukturierung genutzt werden sollen.
Fischerei wurde ursprünglich aus dem Europäischen Ausrichtungs- und Garantiefonds für Landwirtschaft (EAGGF) gefördert, seit 1993 existiert ein eigener Fonds für Fischerei, das Finanzinstrument für die Ausrichtung der Fischerei (FIFG). Von 1994 bis 1999 betrug das Budget der FIFG 700 Millionen ECU. 2006 wurde der FIFG durch den Europäischen Fischereifonds (EFF) abgelöst, der 3,8 Milliarden Euro für die Finanzperiode 2007–2013 vorsieht. Jeder Zuschuss von der EU muss von einem Minimumbeitrag der jeweiligen Landesregierung ergänzt werden; Unternehmen werden nur gefördert wenn sie eine angemessene Gegenleistung bringen. In verschiedenen Regionen der EU gelten verschiedene Hilfsraten.
Jedes Land erhält eine Zielmarke für seine Flottengröße. Haushaltsmittel stehen zur Verfügung, um die Modernisierung von Schiffen und ihren Aufbauten zu ermöglichen. Es können Fischer finanziell unterstützt werden, die ihren Beruf aufgeben, um die insgesamt vorhandenen Überkapazitäten abzubauen. Geld steht auch für Werbekampagnen zur Verfügung, um für Fisch zu werben, dessen Bestände gerade reichlich sind oder der der Öffentlichkeit noch weitgehend unbekannt ist. Ebenso stehen Mittel zur Verfügung, die der Fischindustrie helfen sollen, die Produktqualität zu erhöhen und die auferlegten Quoten besser zu verwalten. Die langfristigen strukturellen Ziele für die Fischindustrie werden aber weiter von den Mitgliedsländern je national festgelegt.

### Internationale Beziehungen
Da 88 Prozent der Fischbestände (2010) in europäischen Gewässern als überfischt gelten, weicht die Fischerei auf Fischereirechte mit Drittstaaten aus. Die EU-Fischer verloren zahlreiche Fischereirechte, als viele Staaten 1976 ihre internationalen Hoheitsgewässer ausweiteten, aber die EU hat verschiedene Fischgebiete in Verhandlungen im Tausch mit anderen Handelsrechten zurückgewonnen. Mitgliedstaaten unterliegen der Verpflichtung, dass Schiffe aus dem jeweiligen Land sich auch an EU-Regularien halten, wenn sie außerhalb von EU-Gewässern fischen. Trawler aus Litauen fischen vor Marokko, spanische Flotten in der Südsee. 700 Schiffe, das sind gerade ein Prozent der Fischereiflotte fischen für die EU weltweit ein Fünftel des europäischen Fangs; das sind schwimmende Fischfabriken, die 200.000 kg Fisch an einem Tag fangen und verarbeiten können. Der afrikanische Staat Guinea-Bissau erhält jährlich sieben Millionen Euro für Fischereirechte aus dem EU-Topf. Ob damit wie vorgesehen, eine „nachhaltige und verantwortungsvolle Fischereipolitik“ in diesem Staat aufgebaut werden kann, ist zweifelhaft. Ein Lokalaugenschein der EU-Politikerin Isabella Lövin ergab, dass die regionale Fischereibehörde gerade drei Boote besäße, um die Einhaltung der Fischquoten zu kontrollieren. In ihrem Bericht zitiert sie Mussa Mané, Guinea-Bissaus Fischereiminister, der zugibt, dass die EU-Gelder wegen der hohen Staatsverschuldung leider im Finanzministerium hängen geblieben seien. „Die lokale Bevölkerung profitiert in keinster Weise von den EU-Abkommen […] Nur für Europa sind sie ein gutes Geschäft“ Brüssel zahlt dem Staat Mauretanien, der zu den ärmsten der Welt gehört, jährlich 86 Millionen Euro für die Fischfangrechte, das sind 15 Prozent der Staatseinnahmen. Die Swedish Society for Nature Conservation recherchierte, dass die Zahlungen höher als die Summe, die das Land aus dem EU-Topf für Entwicklungshilfe erhält. Das Abkommen mit Marokko ist umstritten, weil es die Fischbestände der von Marokko annektierten Westsahara einschließt. In einem Rechtsgutachten des Europaparlaments wurde die Fischerei in den Gewässern der Westsahara für völkerrechtswidrig erklärt.
Der EU-Außenhandel wird heute durch das Allgemeines Zoll- und Handelsabkommen (GATT) der Welthandelsorganisation (WTO) reguliert. Hygiene- und Prozessbestimmungen in Nicht-EU-Ländern, die in die EU exportieren, werden kontrolliert, um sicherzustellen, dass dort Kontrollen mit ähnlichem Niveau wie innerhalb der EU stattfinden.

## Geschichte

### 1970: Erste Regeln
Seit 1964 beanspruchten die europäischen Küstenstaaten die Zwölfmeilenzone als ausschließliche nationale Fischereigewässer. In dieser Zeit begann das Problem der Überfischung offensichtlich zu werden. Erste Mechanismen wie die Nordostatlantische Fischereikommission (North East Atlantic Fisheries Commission; NEAFC) wurden gegründet. Sie sollten bestandserhaltende Maßnahmen wie beispielsweise Mindestgrößen für Maschen in Fischfangnetzen durchsetzen. Da diese aber nur beratenden Charakter hatten, trat das Freerider-Problem auf: jeder Staat hatte Anreiz die Regelungen nicht zu befolgen, um die eigenen Fischer zu fördern, während die Bestandserhaltung ernsthaft gefährdet war, wenn sie nur ein oder zwei Staaten nicht an die Vorschläge hielten.
1971 führte die Europäische Gemeinschaft erste Regeln zur Fischerei ein. Ursprüngliches Ziel war es, einen freien gemeinsamen Binnenmarkt mit gemeinsamen Regeln zu schaffen. Nach Richtlinie 2141/70 sollte es Fischern aus jedem EG-Staat erlaubt werden, in allen Gewässern der EG zu fischen mit Ausnahme eines schmalen Küstenstreifens, in dem weiterhin die lokalen Fischer die alleinigen Fischrechte besitzen sollten. Die EG formulierte ein Programm, das die Modernisierung von Fischerbooten und inländischen Einrichtungen ermöglichen sollte. Zu dieser Zeit waren die Gewässer um Europa herum noch offene Gewässer. Die EG-Fischer standen im Wettbewerb mit denen aus anderen Nationen, die Politik der EG beschränkte sich darauf, ihren Fischern mit Hilfen von Subventionen eine bessere Stellung im Markt zu ermöglichen.

### 1977: Ausweitung der Fischereizone und koordiniertes Handeln
Verhandlungen über eine neue Fischereipolitik begannen nach dem Beitritt von Dänemark, Irland und dem Vereinigten Königreich nach dem Beitritt zur Europäischen Gemeinschaft 1973. Die Staaten waren gezwungen Richtlinie 2141/70 als Teil des Acquis communautaire zu übernehmen. Insbesondere die britischen Fischer beschwerten sich, dass es nun allen EG-Fischern erlaubt wäre, in den äußerst fischreichen britischen Küstengewässern um die Shetlands und Orkneys zu fischen.
Ab dem 1. Januar 1977 konnten nach den Verhandlungen der Seerechtskommission der UN Staaten eine Ausschließliche Wirtschaftszone von 200 Meilen schaffen, in denen sie ausschließliche Fischrechte hatten. Für die EG-Staaten bedeutete dies, dass sie von den reichen Fischgründen um Island, Norwegen oder die Färöer herum ausgeschlossen wurden, ebenso wie große Teile der Ostsee nicht mehr zugänglich waren. Die Staatschefs beschlossen, dass es sinnvoller wäre, in Verhandlungen gegenüber diesen Staaten gemeinsam aufzutreten. Ebenso wie sie ihre eigenen Gewässer Nicht-EG-Staaten verschließen wollten. Insbesondere Deutschland und das Vereinigte Königreich befürchteten große Einbußen, als einziger EG-Staat verfügte Irland nicht über eine Hochseeflotte.
Die Staaten der EG erweiterten 1977 ihre Fischereigewässer von einer 12- auf eine 200-Meilen-Zone. Die EG-Staaten waren nun bei gemeinsamen Handeln in der Lage, anderen Staaten teilweise den Zugang zu ihren Gewässern zu verbieten. Allerdings hatte dies ebenfalls Auswirkungen auf die bisherige Fischereipolitik, die in ihren Richtlinien und Erwägungen immer nur von einer 12-Meilen-Zone ausgegangen war. Innerhalb der EG kam es dabei zu großen Spannungen. Während die britischen Fischer große Verluste durch den Ausschluss aus den Nordeuropäischen Gewässern hinnehmen mussten, konnten sie in den 200-Meilen-Zonen der anderen Staaten wenig gewinnen, da fast alle reichen Fischgründe der damaligen EG innerhalb der britischen 200-Meilen-Zone lagen. Ländern wie Frankreich hingegen drohte beim Ausschluss aus der britischen Zone der Ruin eines Großteils seiner Fischer.

### 1983: Die erste Gemeinsame Fischereipolitik
1983 schließlich gelang es nach langwierigen Verhandlungen, die Grundlagen einer gemeinsamen Fischereipolitik zu beschließen. Sie hatte vier Aufgabengebiete: Erhaltung der Fischbestände; Schiffe und Landeinrichtungen; Marktkontrollen; Verhandlungen und Verträge mit Nationen außerhalb der EG. Größte Neuerung gegenüber den früheren Abkommen war ein stärkerer Fokus auf den Erhalt der Fischbestände, der insbesondere durch Fangquoten erreicht werden sollte. Legislativ schlug sie sich in den drei Richtlinien 170/83 (Erhalt der Fischbestände), 2908/83 (Strukturpolitik), und 2057/82 (Kontrolle) nieder.
Richtlinie 170/83 legte das erste Mal einen formalen Weg fest, auf dem die Fangquoten von der EG festgelegt wurden. Sie legte dabei Wert auf eine „stabile Zuteilung“, die die bisherigen Fangergebnisse der Mitgliedsländer auch in der Zukunft berücksichtigen sollte. Innerhalb der Zwölfmeilenzone eines jeden Staates galten besondere, restriktivere Regelungen für andere Fischer. Die Richtlinie legte ebenfalls die Shetland Box fest, in der sich fremde Fischer erst extra lizenzieren lassen mussten, um dort strengere Schutzbestimmungen als in anderen Gegenden durchzusetzen.
Erstmal nahm auch die Strukturpolitik mit Hilfe des mehrjährigen Ausrichtungsprogramms (MAGP) einen wichtigen Platz in der Fischereipolitik ein. In ihm wurden Richtgrößen für die Fischereiflotte der einzelnen Staaten festgelegt, die unter der bisherigen Flottengröße lagen. Da dies durch Subventionen und Unterstützungszahlungen unterstützt werden sollte, führte es zu wenigen Konflikten innerhalb der betroffenen Staaten.
Die Kontrolle der Maßnahmen schließlich wurde in die Hände der Mitgliedsstaaten gelegt. Die Kommission bekam nur eine sekundäre Rolle in der Kontrolle der Maßnahmen. Da sie aber selbst bei offensichtlichen Verstößen gegen die Richtlinien keine Sanktionen verhängen konnte, wurde sie in dieser Hinsicht zum zahnlosen Tiger und der Kooperationsbereitschaft der einzelnen Staaten ausgeliefert. Oder wie ein Wissenschaftler rückblickend schreibt:

“the reason for which the Council was able to agree (on 2057/82) was because the regulation gave no effective powers to the Commission. The political objective was to establish a system of control and enforcement without conceding any competence to the Commission. That this means that the system would be largely, if not totally ineffective, was almost certainly the objective of most states.”

### Review 1992
1992 stellte die EG fest, dass zu viele Schiffe existierten, Überfischung stattfand und gleichzeitig die Zahl der gefangenen Fische sank, da die Bestände zurückgingen. Der Review machte klar, dass die Compliance mit den Regulierungen besser werden musste. In der Folge wurden die Kontrollen verschärft, auch einzelne Fischereischiffe wurden regelmäßig überprüft. Ein weiteres Review für 2002 wurde angesetzt.

### 1995
Obwohl mittlerweile die Flottengröße gesunken war, variieren die Fischbestände zu sehr von Jahr zu Jahr, um damit allein die Erhaltung der Bestände zu gewährleisten. Deshalb führte die Gemeinsame Fischereipolitik ein Erlaubnisscheinsystem ein, das festlegte, wo und wann gefischt werden darf. Weitere wissenschaftliche Forschungen wurden in Auftrag gegeben, um die bestehenden Fischbestände besser festzustellen und zu erforschen, wie sich der Fang an bestimmten Orten und zu bestimmten Zeiten auf diese auswirkt.

### Review 2002
2002 trat eine weitere Reform der Gemeinsamen Fischereipolitik in Kraft. Insbesondere auf Druck verschiedener Umweltorganisationen schloss die neue Regulierung 2371/2002 angesichts der überfischten Bestände die Nutzung von öffentlichen Geldern für den Neubau oder die Modernisierung von Fischereibooten aus.

### Ab 2009
Das sogenannte „Grünbuch“ zog 2009 Bilanz: „Exzessive Subventionierung, ineffektive Kontrollen und unzureichender politischer Wille hätten zu Überkapazitäten und einer dramatischen Überfischung geführt“

### Brexit
Insgesamt fangen die Fischereiflotten der EU etwa 6 Millionen Tonnen Fisch pro Jahr, davon etwa 3 Millionen Tonnen aus britischen Gewässern. Der Anteil des Vereinigten Königreiches am EU Fischfang beträgt lediglich 750,000 Tonnen. Die nationalen Anteile sind durch die Londoner Fischereikonvention von 1964 und durch die Gemeinsame Fischereipolitik der EU festgelegt. Die britische Regierung kündigte im Juli 2017 an, sie werde die 1964er Konvention mit Wirkung im Jahre 2019 kündigen. Der Verlust des Zugangs zu britischen Gewässern beträfe insbesondere die irische Fischereiindustrie, die aus britischen Gewässern ca. ein Drittel ihres Fangs bezieht.